# Makaron z truskawkami

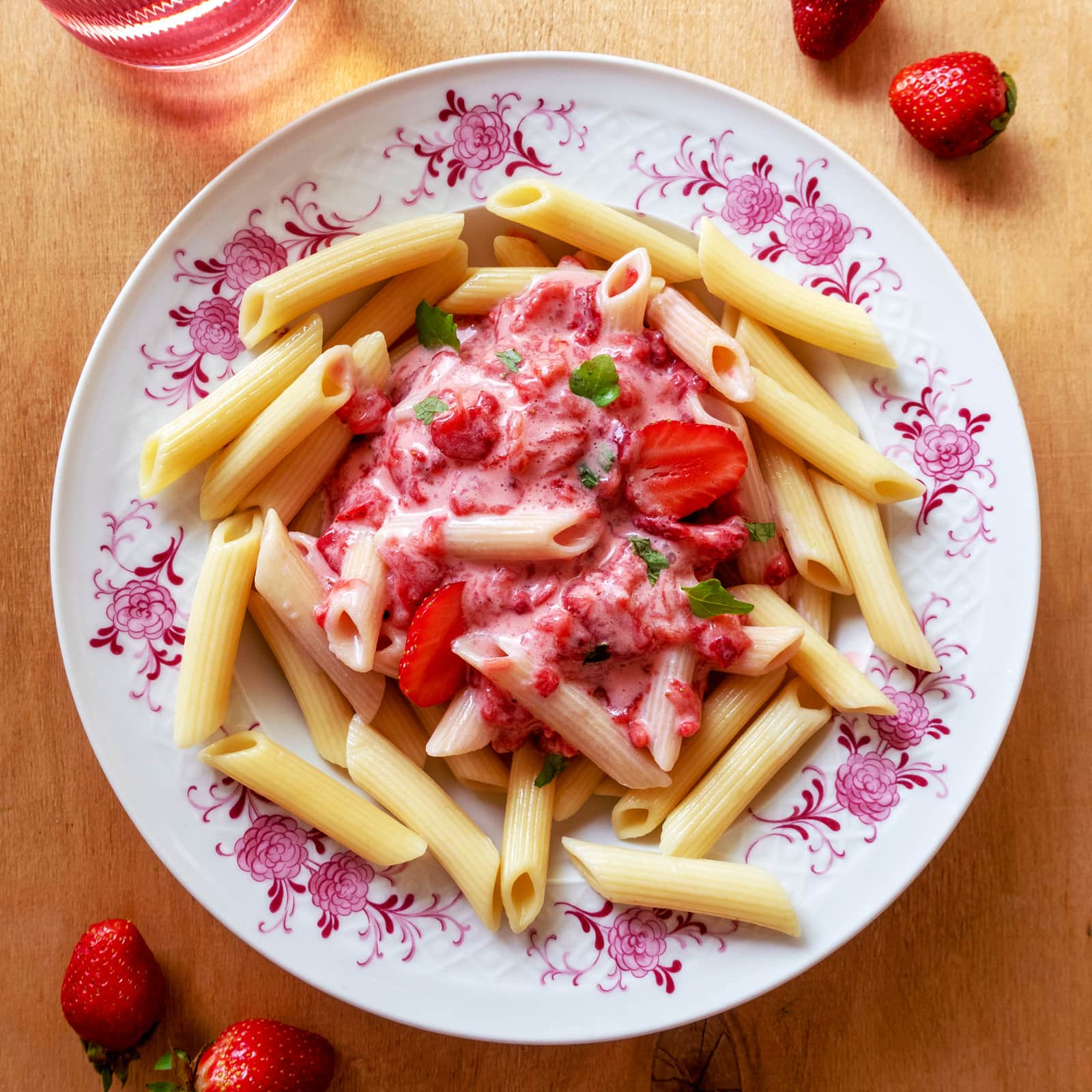
Makaron z truskawkami

Makaron z truskawkami – danie kuchni polskiej. Składa się z ugotowanego makaronu oraz z sosu na bazie surowych, rozgniecionych truskawek i jogurtu naturalnego lub śmietany. 
Pochodzenie makaronu z truskawkami jest nieznane, ale truskawki ze śmietaną to klasyczny polski deser letni, a truskawki są popularnym dodatkiem do innych polskich dań. Mogą być na przykład dodawane do  naleśników, zup owocowych lub stanowić nadzienie pierogów. Makaron z truskawkami to sezonowe danie letnie ponieważ sezon truskawkowy trwa od maja do lipca. W tym czasie truskawki są dojrzałe i niedrogie. 
Danie spopularyzowało się w okresie PRLu, kiedy wiele składników było niedostępnych. Danie to może być podawane na obiad lub jako deser. W Polsce często jada się je w domu lub podaje dzieciom w stołówkach szkolnych.
W polskiej kulturze makaron z truskawkami często uważany jest za danie nostalgiczne, kojarzone z dzieciństwem. Danie zyskało światową sławę podczas Wimbledonu 2025, kiedy to polska tenisistka Iga Świątek powiedziała, że makaron z truskawkami to jedno z jej ulubionych dań.

## Przygotowanie
Danie przygotowuje się poprzez zmiażdżenie, zmiksowanie lub posiekanie świeżych truskawek i połączenie ich ze śmietaną lub jogurtem. Do dosłodzenia sosu można dodać cukier lub miód. Następnie sos wylewa się na ugotowany makaron i podaje. Makaron z truskawkami można przygotować z innymi składnikami mlecznymi. Danie czasami dekoruje się listkami mięty lub pokrojonymi truskawkami.
Odmianą dania o nazwie makaron z serem i truskawkami jest makaron, który powstaje przez dodanie twarogu.